# Шедеврум
Шедеврум (сокр. Шед) — проект, сервис и приложение компании «Яндекс», с помощью которого пользователи могут генерировать изображения и видео по текстовому описанию с помощью нейросети YandexART, а также тексты с помощью YandexGPT.
Сервис «понимает» русский, английский и казахский языки и также является простой социальной сетью, позволяющей пользователям публиковать и оценивать полученные изображения, клипы и видео, а также подписываться друг на друга.

## История
5 апреля 2023 года Яндекс представил прототип приложения. Изначально оно было обучено на 240 млн изображений с текстовым описанием, а на момент выпуска нейросеть продолжали обучать на 500 млн примеров. 15 июня 2023 года в Шедеврум была встроена большая языковая модель YandexGPT, что увеличило возможности сервиса, позволив генерировать содержательные посты, подходящие по смыслу изображения.
28 августа 2023 года в Шедевруме появилась возможность, для активных пользователей, генерировать короткие видео по текстовому описанию.
18 октября 2023 года в Шедеврум была встроена нейросеть YandexArt, создающая изображения и видео по текстовому описанию.
5 апреля 2024 года к первой годовщине Шедеврума всем пользователям разрешили создавать видео.
В феврале 2025 года в сервис была впервые добавлена визуальная модель стороннего разработчика — Janus-Pro-7B, созданная китайской компанией DeepSeek. Руководитель Шедеврума Николай Гаврилов сообщил, что Яндекс не отказывается от развития собственных проектов, но хочет, чтобы у пользователей была возможность тестировать и другие модели.

## Особенности
Изображения генерируются по методу каскадной диффузии: сначала в соответствии с запросом создаётся картинка, а затем поэтапно увеличивается её разрешение и происходит насыщение деталями. Нейросеть поддерживает ограничения на запросы, отсылающие к конкретным людям, политике, религии, откровенным сценам и жестокости.
В приложении действует лента, позволяющая просматривать созданные другими пользователями изображения, комментировать, ставить им лайки. Наиболее популярные картинки попадают в топ лучших, находящийся в отдельной вкладке.
На данный момент в нейросети Шедеврум существует 5 видов генераций:
1. Изображение
2. Текст
3. Видео
4. Клип (создание коротких видеороликов с музыкой)
5. Фильтрум (изменение картинки по текстовому описанию)

## Примеры изображений

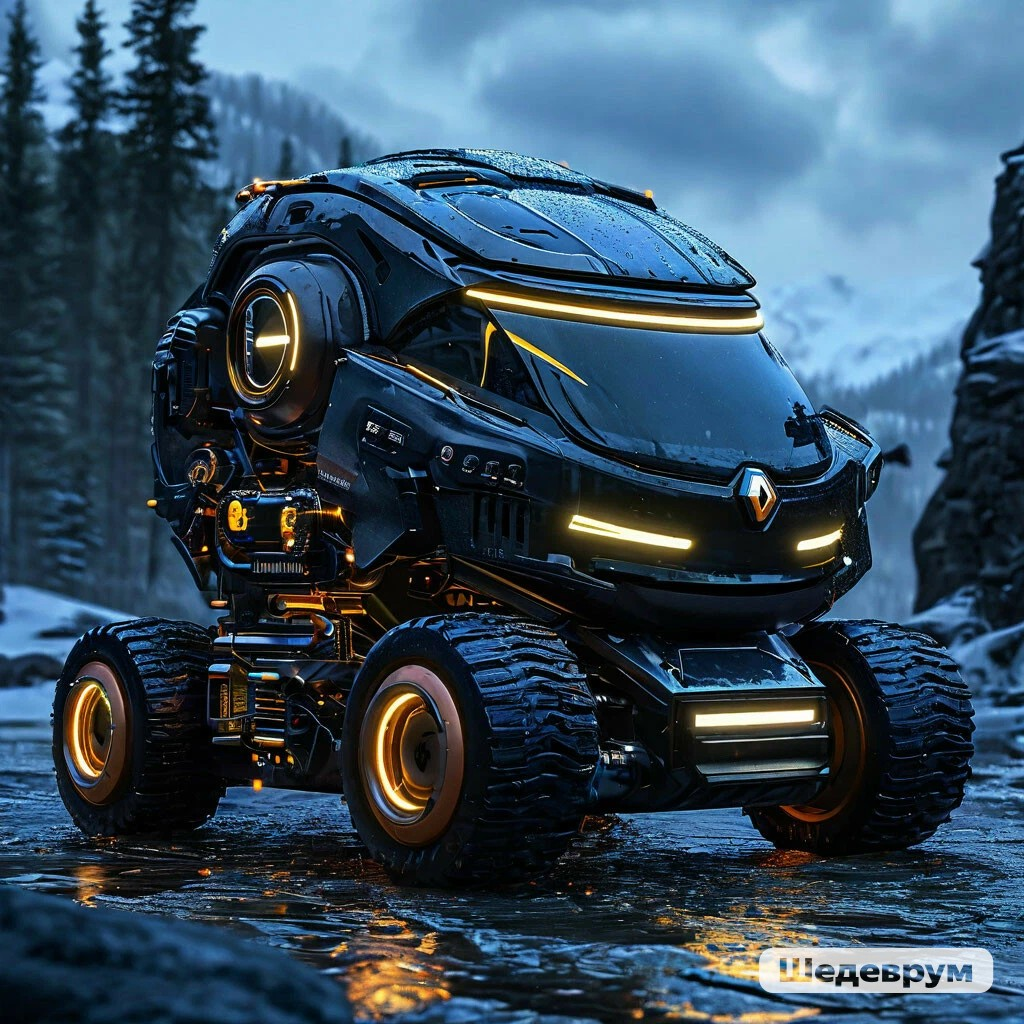
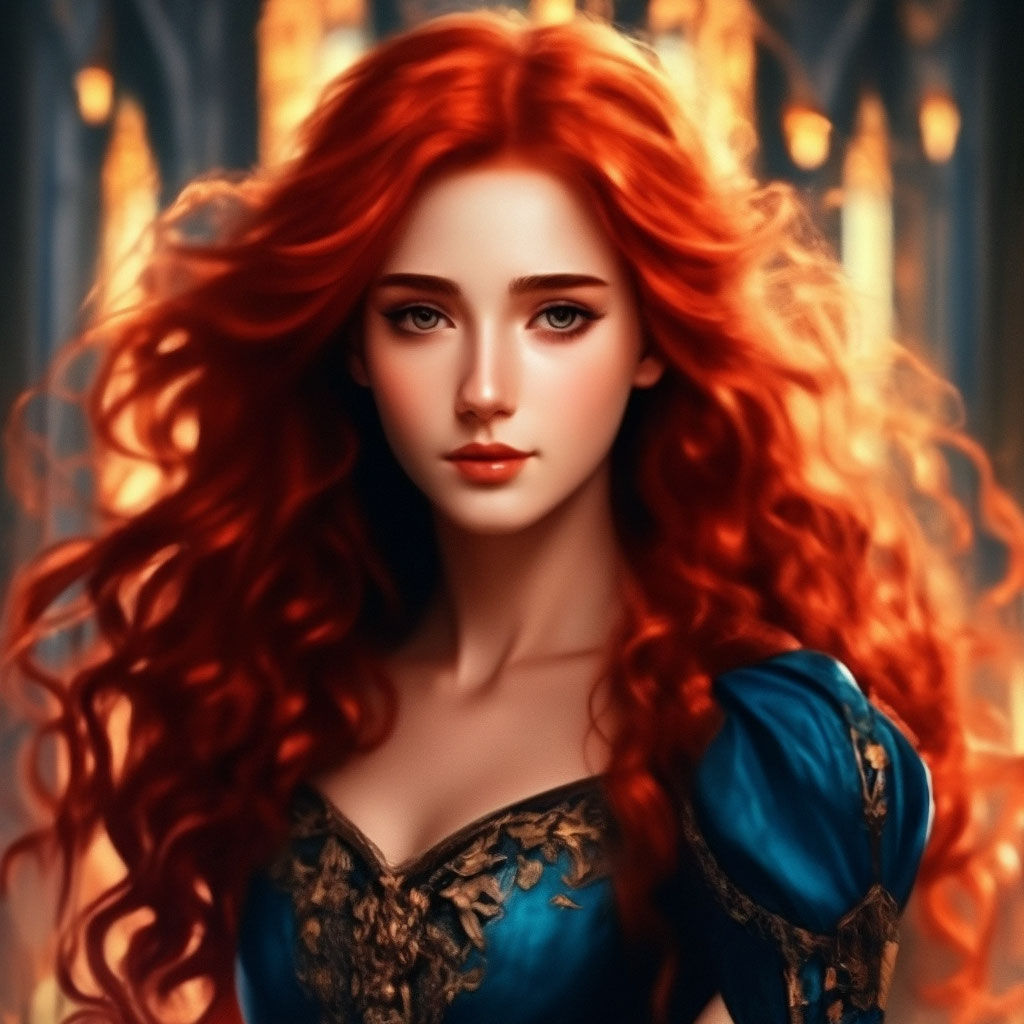